# Kastytis (cràter)
Kastytis és un cràter de l'asteroide del tipus Amor (433) Eros, situat amb el sistema de coordenades planetocèntriques a 6.8 ° de latitud nord i 161.3 ° de longitud est. Fa un diàmetre de 1.7 km. El nom va ser fet oficial per la UAI l'any 2003 i fa referència a Kastytis, un pescador que, segons una llegenda lituana, va ser amant de la deessa Jūratė.